# Formule BMW
La Formule BMW est une catégorie de voitures de course de type monoplace. Il s'agit d'une discipline d'accès au sport automobile, c'est-à-dire destinée aux pilotes débutants ou issus du karting.
Initialement créé en Allemagne, la Formule BMW se décline aujourd'hui en quatre championnats nationaux ou régionaux. Depuis 2005, une finale mondiale est organisée afin de confronter les meilleurs pilotes des quatre championnats. En 2008, les championnats allemand et britannique fusionneront pour donner naissance au championnat de Formule BMW Europe.
Les voitures, motorisées par BMW, sont conçues et fabriquées par le constructeur français Mygale Concept sur le technopole du circuit de Nevers Magny-Cours.

## Palmarès

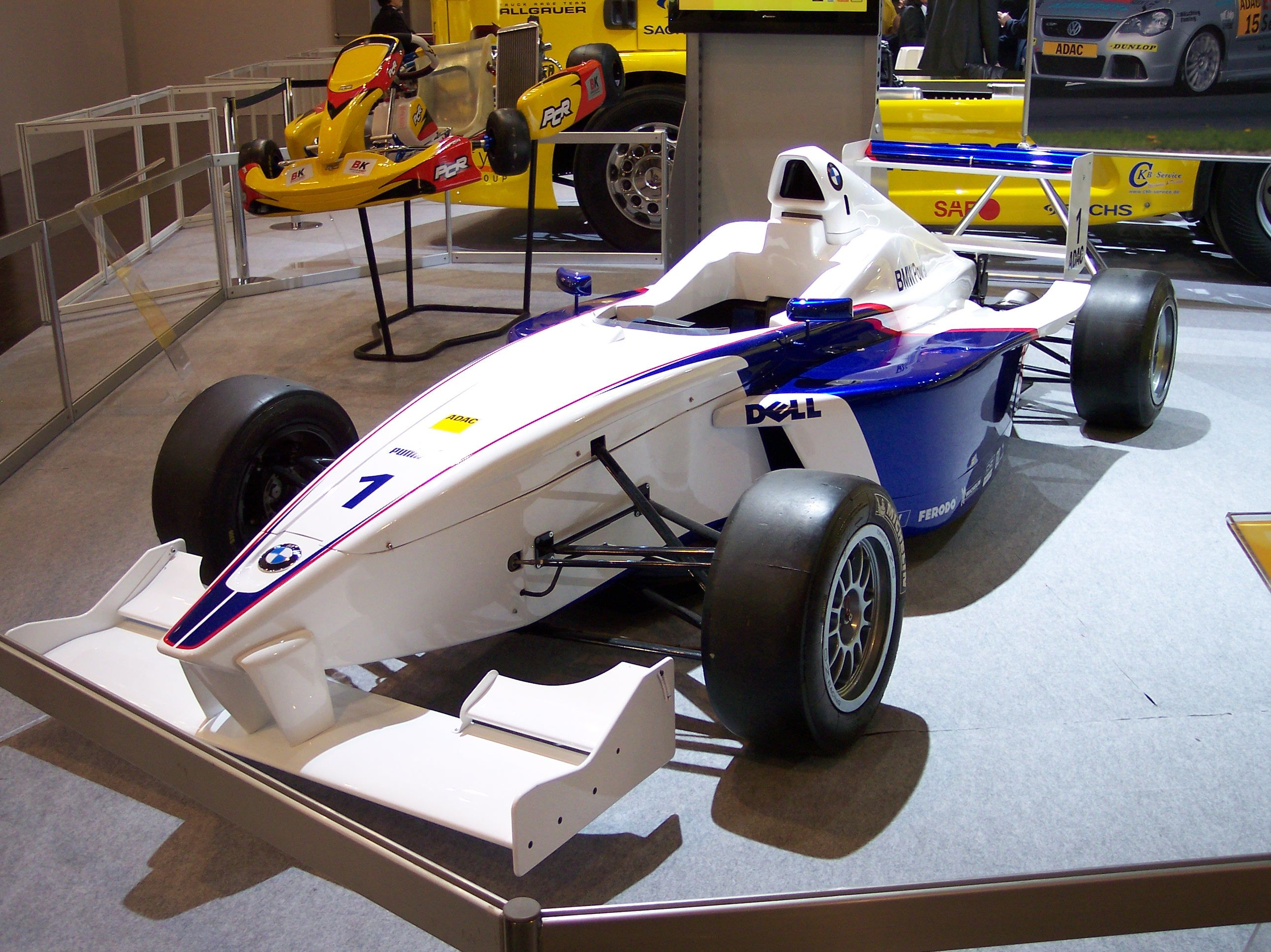
Formule BMW de 2006

| Année | Vainqueur         | Nationalité      |
| 2003  | Ho-Pin Tung       | Chine            |
| 2004  | Marchy Lee (en)   | Hong Kong        |
| 2005  | Salman Al Khalifa | Bahreïn          |
| 2006  | Earl Bamber       | Nouvelle-Zélande |
| 2007  | Jazeman Jaafar    | Malaisie         |
| 2008  | Ross Jamison (en) | Hong Kong        |
| 2009  | Rio Haryanto      | Indonésie        |
| 2010  | Richard Bradley   | Singapour        |

| Année | Vainqueur          | Nationalité |
| 2004  | Andreas Wirth (en) | Allemagne   |
| 2005  | Richard Philippe   | France      |
| 2006  | Robert Wickens     | Canada      |
| 2007  | Daniel Morad       | Canada      |
| 2008  | Alexander Rossi    | États-Unis  |
| 2009  | Gabby Chaves       | Colombie    |

| Année | Vainqueur               | Nationalité |
| 2008  | Esteban Gutiérrez       | Mexique     |
| 2009  | Felipe Nasr             | Brésil      |
| 2010  | Robin Frijns            | Pays-Bas    |
| 2011  | Stefan Wackerbauer (de) | Allemagne   |
| 2012  | Marvin Dienst (de)      | Allemagne   |
| 2013  | Robin Hansson           | Suède       |

| Année | Vainqueur          | Nationalité | Circuit |
| 2005  | Marco Holzer       | Allemagne   | Sakhir  |
| 2006  | Christian Vietoris | Allemagne   | Valence |
| 2007  | Philipp Eng        | Autriche    | Valence |
| 2008  | Alexander Rossi    | États-Unis  | Mexico  |

## Championnats disparus

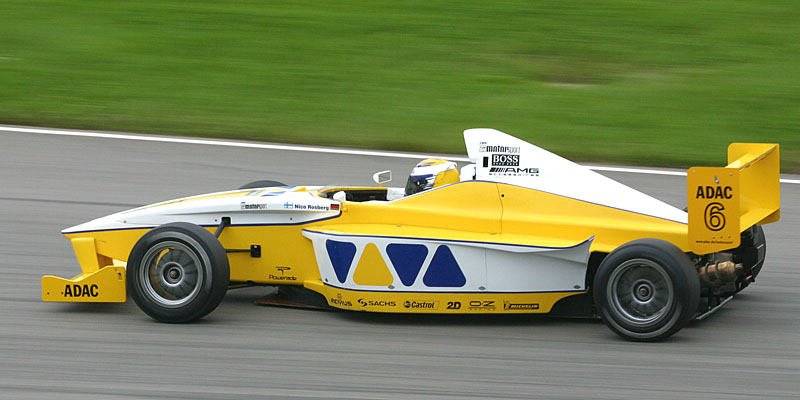
Nico Rosberg sur une Formule BMW en 2002 au Sachsenring

| Année | Vainqueur          | Nationalité |
| 2002  | Nico Rosberg       | Allemagne   |
| 2003  | Maximilian Götz    | Allemagne   |
| 2004  | Sebastian Vettel   | Allemagne   |
| 2005  | Nico Hülkenberg    | Allemagne   |
| 2006  | Christian Vietoris | Allemagne   |
| 2007  | Jens Klingmann     | Allemagne   |

| Année | Vainqueur         | Nationalité |
| 2004  | Tim Bridgman (en) | Royaume-Uni |
| 2005  | Dean Smith        | Royaume-Uni |
| 2006  | Niall Breen (en)  | Irlande     |
| 2007  | Marcus Ericsson   | Suède       |